# ان‌جی‌سی ۴۱۴۴
ان‌جی‌سی ۴۱۴۴ (انگلیسی: NGC 4144) یک کهکشان کهکشان مارپیچی میله‌ای در صورت فلکی دب اکبر دب اکبر است. این کهکشان در ۱۰ آوریل ۱۷۸۸ توسط ویلیام هرشل کشف شده است.

## نگارخانه

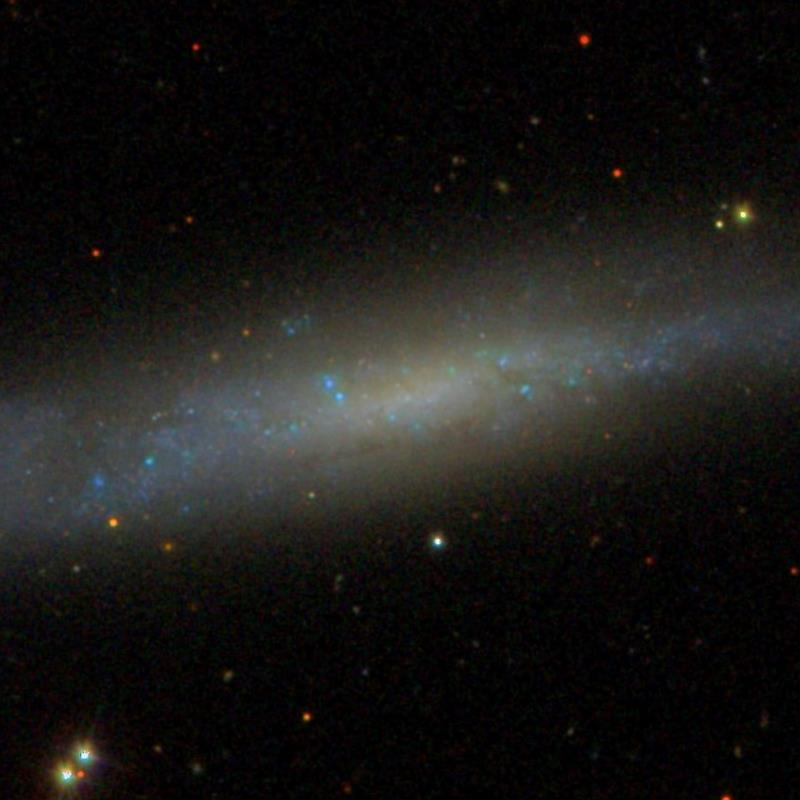
NGC 4144 by the Sloan Digital Sky Survey
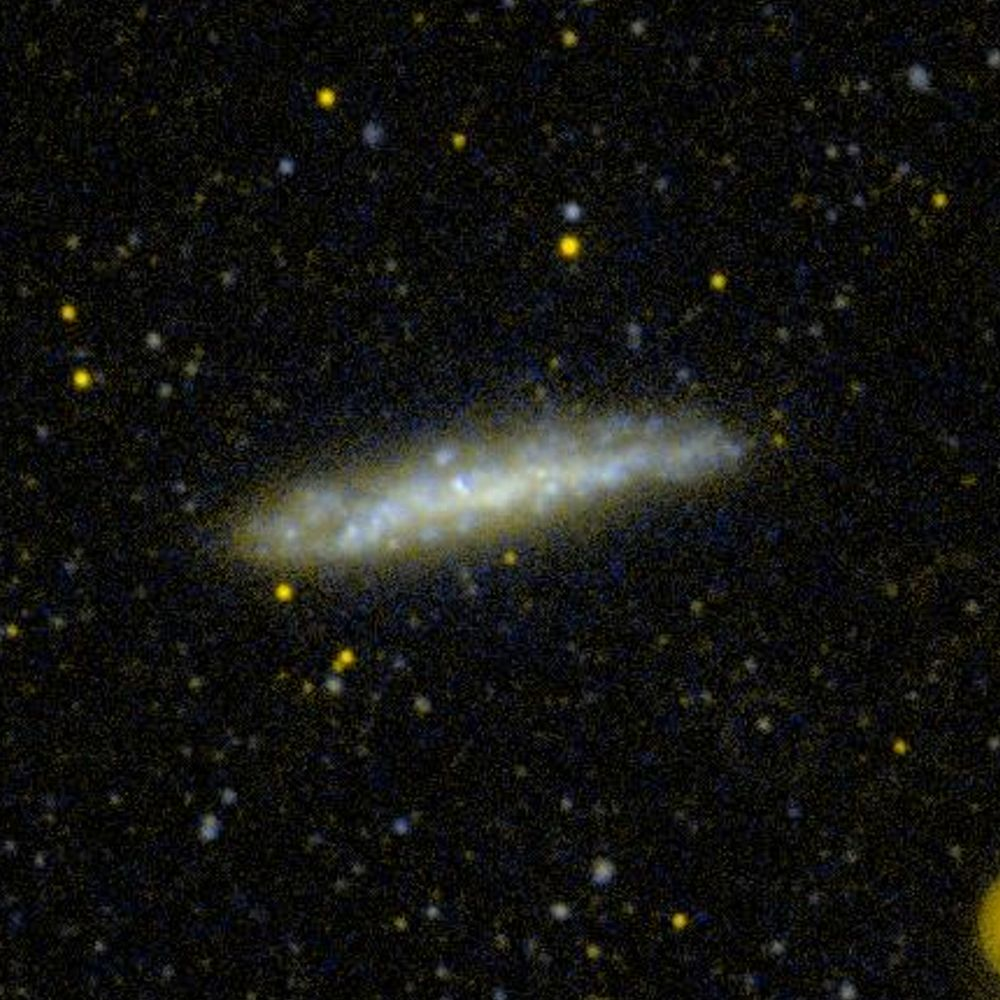
NGC 4144 by GALEX
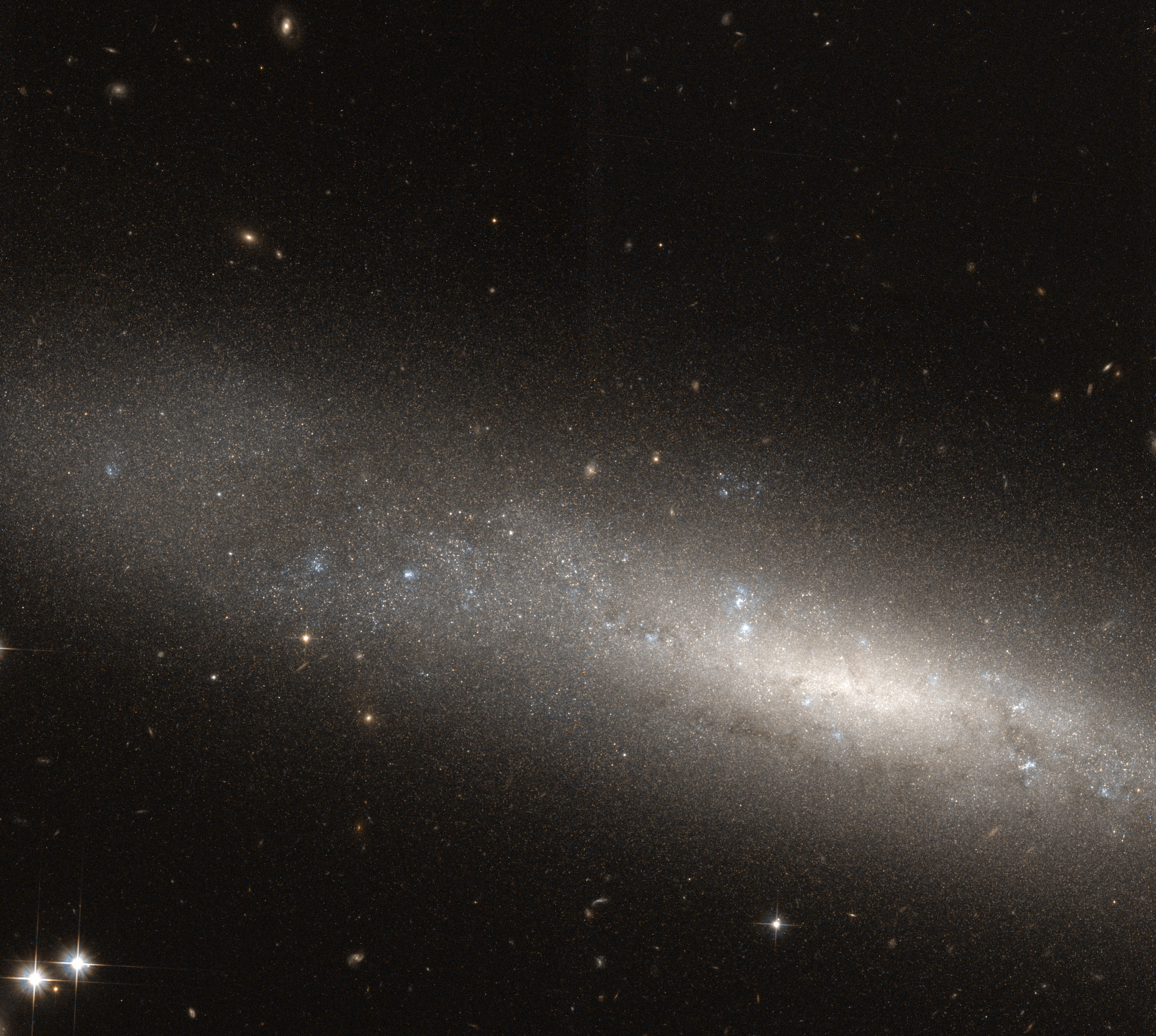
Hubble Space Telescope